# Nickelodeon Kids' Choice Awards 2006
De Nickelodeon Kids' Choice Awards 2006 was de 19e editie van de jaarlijkse Nickelodeon Kids' Choice Awards, gehouden op 1 april 2006 op de Universiteit van Californië. De show werd gepresenteerd door acteur Jack Black en kende optredens van onder meer Chris Brown, Bow Wow en P!nk. De nominaties voor de prijzen in de verschillende categorieën werden bekendgemaakt op 7 februari 2006.

## Categorieën
Favoriete filmacteur
- Jim Carrey (Fun with Dick and Jane)
- Johnny Depp (Charlie and the Chocolate Factory)
- Ice Cube (Are We There Yet?)
- Will Smith (Hitch) (winnaar)

Favoriete tv-show
- American Idol
- Drake & Josh (winnaar)
- Fear Factor
- That's So Raven

Favoriete tv-acteur
- Drake Bell (Drake & Josh) (winnaar)
- Ashton Kutcher (That '70s Show, Punk'd)
- Bernie Mac (The Bernie Mac Show)
- Romeo Miller (Romeo!)

Favoriete film
- Are We There Yet?
- Charlie and the Chocolate Factory
- Harry Potter and the Goblet of Fire (winnaar)
- Herbie: Fully Loaded

Favoriete filmactrice
- Jessica Alba (Fantastic Four)
- Drew Barrymore (Fever Pitch)
- Dakota Fanning (Dreamer: Inspired by a True Story)
- Lindsay Lohan (Herbie: Fully Loaded) (winnaar)

Favoriete cartoon
- The Adventures of Jimmy Neutron: Boy Genius
- The Fairly OddParents
- The Simpsons
- SpongeBob SquarePants (winnaar)

Favoriete animatiefilm
- Chicken Little
- Madagascar (winnaar)
- Robots
- The Curse of the Were-Rabbit

Favoriete sporter
- Lance Armstrong (winnaar)
- Allen Iverson
- Shaquille O'Neal
- Alex Rodriguez

Favoriete zangeres
- Mariah Carey
- Kelly Clarkson (winnaar)
- Hilary Duff
- Alicia Keys

Favoriete zanger
- Bow Wow
- Jesse McCartney (winnaar)
- Nelly
- Will Smith

Favoriete tv-actrice
- Eve (Eve)
- Jennifer Love Hewitt (Ghost Whisperer)
- Jamie Lynn Spears (Zoey 101) (winnaar)
- Raven-Symoné (That's So Raven)

Favoriete boek
- The Chronicles of Narnia
- The Giving Tree
- Harry Potter  (winnaar)
- A Series of Unfortunate Events

Favoriete muziekgroep
- Backstreet Boys
- The Black Eyed Peas
- Destiny's Child
- Green Day (winnaar)

Favoriete nummer
- "Hollaback Girl" (Gwen Stefani)
- "Wake Me Up When September Ends" (Green Day) (winnaar)
- "We Belong Together" (Mariah Carey)
- "1, 2 Step" (Ciara)

Boerwedstrijd
- Hugh Jackman
- Justin Timberlake (winnaar)

Favoriete game
- Sonic Rush
- Mario Superstar Baseball
- Madagascar: Operation Penguin (winnaar)

Wannabe
- Chris Rock (winnaar)

The Big Ballot · 1988 · 1989 · 1990 · 1991 · 1992 · 1993 · 1994 · 1995 · 1996 · 1997 · 1998 · 1999 · 2000 · 2001 · 2002 · 2002 · 2003 · 2004 · 2005 · 2006 · 2007 · 2008 · 2009 · 2010 · 2011 · 2012 · 2013 · 2014 · 2015 · 2016 · 2017